# Катенаны

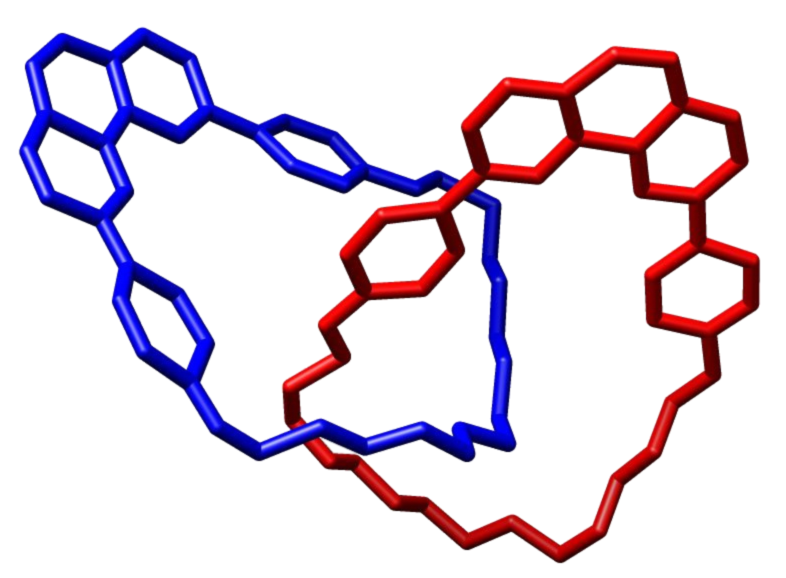
Пример молекулы катенана

Катенаны — класс химических соединений, состоящих из двух или более кольцевых молекул, сцепленных механически.
Количество сцепленных колец в молекуле катенана обозначается числом в квадратных скобках перед словом «катенан»: например, [2]катенан или [2]-катенан.

## История
Простейший [2]катенан был синтезирован в 1964 году Готфридом Шиллом, следующий [3]катенан — им же в 1969 году. По состоянию на 2017 год был синтезирован [130]катенан.

## Способы синтеза
Известны два основных подхода к синтезу катенанов. При статистическом подходе замыкание катенана происходит случайно (и лишь у части молекул). Выход таких реакций всегда очень мал. При направленном подходе создаются условия, при которых образование катенана неизбежно.

## Катенаны в природе
Некоторые молекулы ДНК имеют катенановую структуру. Примечательно, что повышение содержания катенановых ДНК наблюдается при лейкемии и различных формах рака.